# Foley Room
Albums de Amon Tobin
Chaos Theory: Splinter Cell 3 Soundtrack
(2005) Foley Room Recorded Live In Brussels
(2008)
Foley Room est le septième album du DJ Amon Tobin paru le 5 mars 2007 sur le label Ninja Tune. Son titre provient du nom donné aux salles de bruitage des jeux vidéo ubisoft (splinter cell).
Pour la première fois, Amon Tobin a renouvelé son processus de création aux dépens de sa collection de vinyls. L'artiste s'est directement inspiré du travail des bruiteurs et des musiques concrètes en collectant différents sons de machines, d'animaux (du Parc Safari de Hemmingford, près de Montréal), d'insectes (fourmis) ou de gens dans la rue. La sonorité de l'ensemble rappelle les pièces de musique concrète toujours légèrement agrémentées de Drum'n'Bass. Il faut également noter plusieurs collaborations sur ce disque avec la participation de la harpiste Sarah Pagé et du percussionniste Stefan Schneider. Le Kronos Quartet est aussi invité sur le premier titre.
L'album est accompagné d'un DVD qui retrace dans un documentaire l'élaboration de l'œuvre et le déroulement de son enregistrement.

## Les titres
| No  | Titre                                 | Durée |
| --- | ------------------------------------- | ----- |
| 1.  | Bloodstone (Featuring Kronos Quartet) | 4:13  |
| 2.  | Esther's                              | 3:21  |
| 3.  | Keep Your Distance                    | 4:48  |
| 4.  | The Killer's Vanilla                  | 4:14  |
| 5.  | Kitchen Sink                          | 4:49  |
| 6.  | Horsefish                             | 5:07  |
| 7.  | Foley Room                            | 3:37  |
| 8.  | Big Furry Head                        | 3:22  |
| 9.  | Ever Falling                          | 3:49  |
| 10. | Always                                | 3:39  |
| 11. | Straight Psyche                       | 6:49  |
| 12. | At The End Of The Day                 | 3:18  |

- Foley Room : Found Footage (DVD bonus)